# Lindigepalpus townsendi
Lindigepalpus townsendi là một loài ruồi trong họ Tachinidae.